# Willem Andriessen
Willem Andriessen   (Haarlem, 25 d'octubre de 1887 - Amsterdam, 29 de març de 1964) Willem Christiaan Nicolaas Andriessen, va ser un compositor, director d'orquestra i pianista neerlandès.

## Biografia
Willem Andriessen va néixer com a fill de l'organista, director de cor i compositor Nico Andriessen i de la pintora Gesine Vester. Els seus germans van ser el compositor Hendrik Andriessen i l'escultor Mari Andriessen. El seu avi era el pintor Willem Vester.
Andriessen va rebre la seva primera educació musical del seu pare. A partir de 1903 va estudiar amb Jean-Baptiste de Pauw (piano) i amb Bernard Zweers (composició) al Conservatori d'Amsterdam (diplomat el 1906). Per consell de Daniel de Lange i De Pauw, va estudiar més i va obtenir el Premi d'Excel·lència el 1908 amb el seu Concert per a piano en re bemoll, el 5è concert per a piano de Ludwig van Beethoven i altres obres més petites.
Els anys 1908, 1909 i 1910 va actuar com a solista a Berlín, Frankfurt del Main, Dresden, Leipzig i diverses ciutats dels Països Baixos. No va acceptar una invitació l'abril de 1910 per convertir-se en cap d'una institució musical a Baltimore. El 1910, Andriessen esdevingué professor de piano al Conservatori Reial de l'Haia i al Conservatori de Rotterdam, abans de ser nomenat director del Conservatori d'Amsterdam el 1937, succeint a Sem Dresden.
El 1962 va aparèixer una antologia (Mensen in de muziek) de les seves publicacions sobre temes musicals al "Haarlems Dagblad".
Andriessen va morir als 76 anys després de trobar-se malament durant un examen de piano.

## Composicions
Treballs per a orquestra

- Ouverture in C majeur (1905)
- Concert in Des majeur, per a piano i orquestra (1908)
- Scherzo: Hei, t' was in de Mei (1912, R/1956)

Missen en andere kerkmuziek

- Mis in Es, per a solistes, cor mixt i orquestra
- Mass (1914–16)
- Sub tuum praesidium (1943, per a cor d'homes)
- Salve coeli digna (1944)
- Ave Maria (1954, per a cor femení)
- Exsultate deo (1954)
- Missa Brevis (SATB) (1963)

Música vocal

Treballant per a cor

- Groeningens Grootheid, of de Slag van de Gulden Sporen, per a solistes, cor mixt i orquestra

Lieder

- Bij de wieg, per a veu i piano
- Bruidsliederen, per a veu i piano
- Drie liederen, per cantar veu i piano
- Twee liederen, per mezzosoprano (o bariton) i piano
- Twee liederen, per cantar veu i piano
- Vier liederen, per cantar veu i piano
  - Voor de liefste
  - Druiventrossen
  - Oud liedeken
  - Mijn troost
  - Wiegelied, per mezzosoprano (o bariton) i piano

Obres per a piano

- Sonate (1934)
- Praeludia (1942–50)
- Sonatine (1945)
- Preludium per la mà esquerra (1960)

## Publicacions
100 assaigs sobre música. 1. (1953-1954), 2. (1955-1956), Amsterdam: Broekmans & Van Poppel 1959. 110, 110 p.